# Poly-
|  | Wiktionary har en ordboksartikel om poly-. |

Poly- är ett prefix som betyder "många".

## Exempel på ord
- Polyamid, en polymer som innehåller amidgrupper
- Polyamori, flera samtidiga kärleksrelationer
- Polyglott, förmågan att obehindrat kunna använda fler än ett talat, tecknat eller skrivet språk
- Polygon, ett samlingsnamn för geometriska figurer i form av slutna kurvor
- Polykristallint, ett material består av små enkristaller, se Kristallin struktur
- Polymer, en kemiska förening som består av mycket långa kedjor
- Polymorfi, en kemisk förening kan skapa kristaller i minst två olika strukturer
- Polymetin, ett material bestående av udda antal metingrupper